# Tetrameryx shuleri
Espèce
Tetrameryx shuleri est une espèce fossile de mammifères de la famille des Antilocapridae (antilopes d'Amérique). Cette espèce a vécu en Amérique du Nord pendant le Pléistocène.

## Description physique
Tetrameryx shuleri était un membre de la famille des Antilocapridae, connu pour sa stature élancée et ses longues pattes, adaptées à la course rapide. Mesurant environ 1 m au garrot, cet animal se distinguait par ses quatre cornes, deux paires principales et deux plus petites, qui se projetaient vers l'avant et l'arrière de sa tête. Contrairement à d'autres Antilocapridae, ses cornes étaient plus fines et pointues, indiquant un usage potentiellement différent pour la défense ou la parade.
Le corps de cet animal mesurait environ 1,5 m de longueur, avec une queue courte et un museau allongé adapté au broutage d'herbes et d'arbustes. Tetrameryx shuleri avait un pelage probablement court et dense, similaire à celui des autres espèces de pronghorn, lui permettant de réguler sa température dans les environnements tempérés qu'il habitait. Ses membres longs et fins suggèrent qu'il était capable de courir rapidement, un trait essentiel pour échapper aux prédateurs de l'époque, comme les grands félins préhistoriques. Les fossiles de l'espèce indiquent un poids estimé entre 40 kg et 60 kg, en fonction de la taille des individus retrouvés.

## Systématique
Le nom valide complet (avec auteur) de ce taxon est Tetrameryx shuleri Lull, 1921,. Tetrameryx shuleri est l'espèce type du genre Tetrameryx.

### Étymologie
Son épithète spécifique, shuleri, lui a été donnée en l'honneur du géologue et paléontologue américain Ellis William Shuler (d) (1881-1954).

### Publication originale
- (en) Richard Swann Lull, « Fauna of the Dallas sand pits », American Journal of Science, and Arts, New Haven, Inconnu, vol. 2, no 9,‎ 1er septembre 1921, p. 159-176 (ISSN 0002-9599 et 1945-452X, OCLC 5694945, DOI 10.2475/AJS.S5-2.9.159, lire en ligne).